# Augustin Henninghaus
Augustin Henninghaus, né le 11 septembre 1862 à Menden et mort le 20 juillet 1939 à Yanzhou, est un missionnaire allemand de la société du Verbe Divin qui œuvra en Chine.

## Biographie

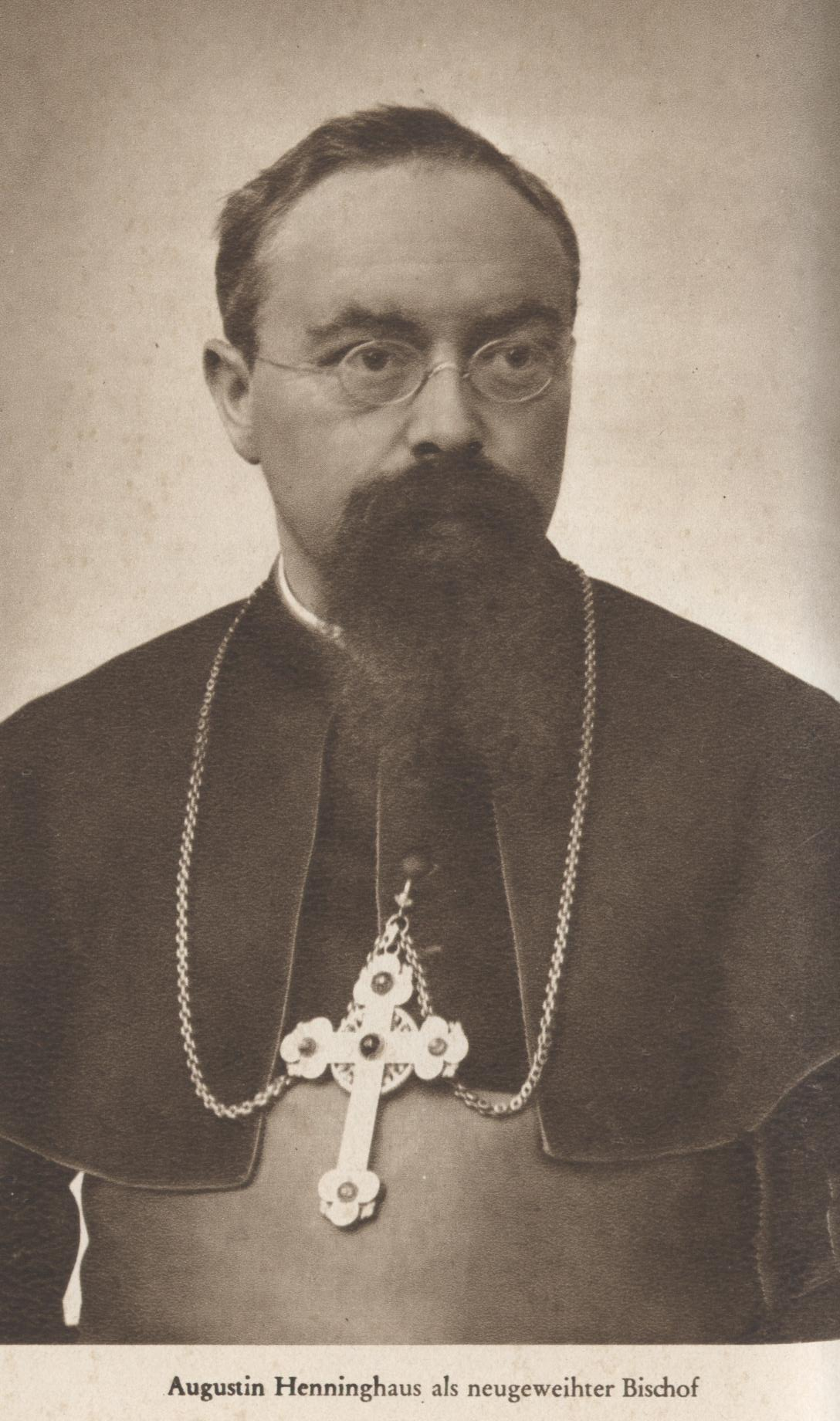
Photographie de Mgr Henninghaus en 1904, année de sa consécration

Augustin Henninghaus poursuit ses études primaires et secondaires dans sa ville natale de Sarre, puis après la Realschule étudie deux ans en prenant seul des leçons. Il entre le 11 octobre 1879 dans la société du Verbe Divin, œuvre missionnaire allemande qui venait juste d'être fondée en 1875 à Steyl par Arnold Janssen, chassé par le Kulturkampf, aux Pays-Bas. Henninghaus y est ordonné prêtre le 30 mai 1885. Il est envoyé en Chine en 1886, notamment dans la province de Shandong, où les pères de Steyl avaient ouvert des missions, sous l'impulsion de Johann Baptist Anzer.
Le P. Henninghaus est nommé en 1904 vicaire apostolique de la région de Yang-Tchéou (aujourd'hui Yanzhou) appelée officiellement vicariat apostolique du Shandong méridional, en remplacement de Mgr von Anzer, mort en 1903. Il est en même temps nommé par saint Pie X évêque in partibus d'Hypèpes (de). Il fonde en 1910 la congrégation diocésaine des Oblates de la Sainte-Famille qui se développe en Chine et à Taïwan et qui compte environ deux cents religieuses un siècle plus tard, malgré cinquante ans de clandestinité. Il commande les plans d'une nouvelle église à Tsingtau, qui était sous sa juridiction, mais le projet est stoppé à cause de la fin de la concession allemande, après le siège de la ville par les Japonais et sa capitulation, le 7 novembre 1914. C'est lui qui ordonne prêtre en 1918 le futur cardinal Thomas Tien Ken-sin. Les missionnaires continuent de bâtir des églises, des hôpitaux et des écoles dans les années 1920-1930, dans son vicariat.
Il prend sa retraite en 1935 et demeure en Chine, jusqu'à sa mort à la veille de la Seconde Guerre mondiale.

## Succession apostolique
Augustin Henninghaus a ordonné les évêques suivants :
- Évêque Adalbert Schmücker (de), O.F.M. (1921)
- Évêque Franz Hoowaarts (de), S.V.D. (1935)
- Évêque Theodor Schu (de), S.V.D. (1937)